# Gabriel Andrés Bran
Gabriel Andrés Bran Ruíz (Abriaquí, Antioquia, Colombia, 6 de mayo de 2002) es un futbolista colombiano. Juega como guardameta y actualmente milita en el Independiente Medellín de la Categoría Primera A.

## Clubes
| Club                   | País     | Año           |
| ---------------------- | -------- | ------------- |
| Independiente Medellín | Colombia | 2021-presente |